# Chaibar

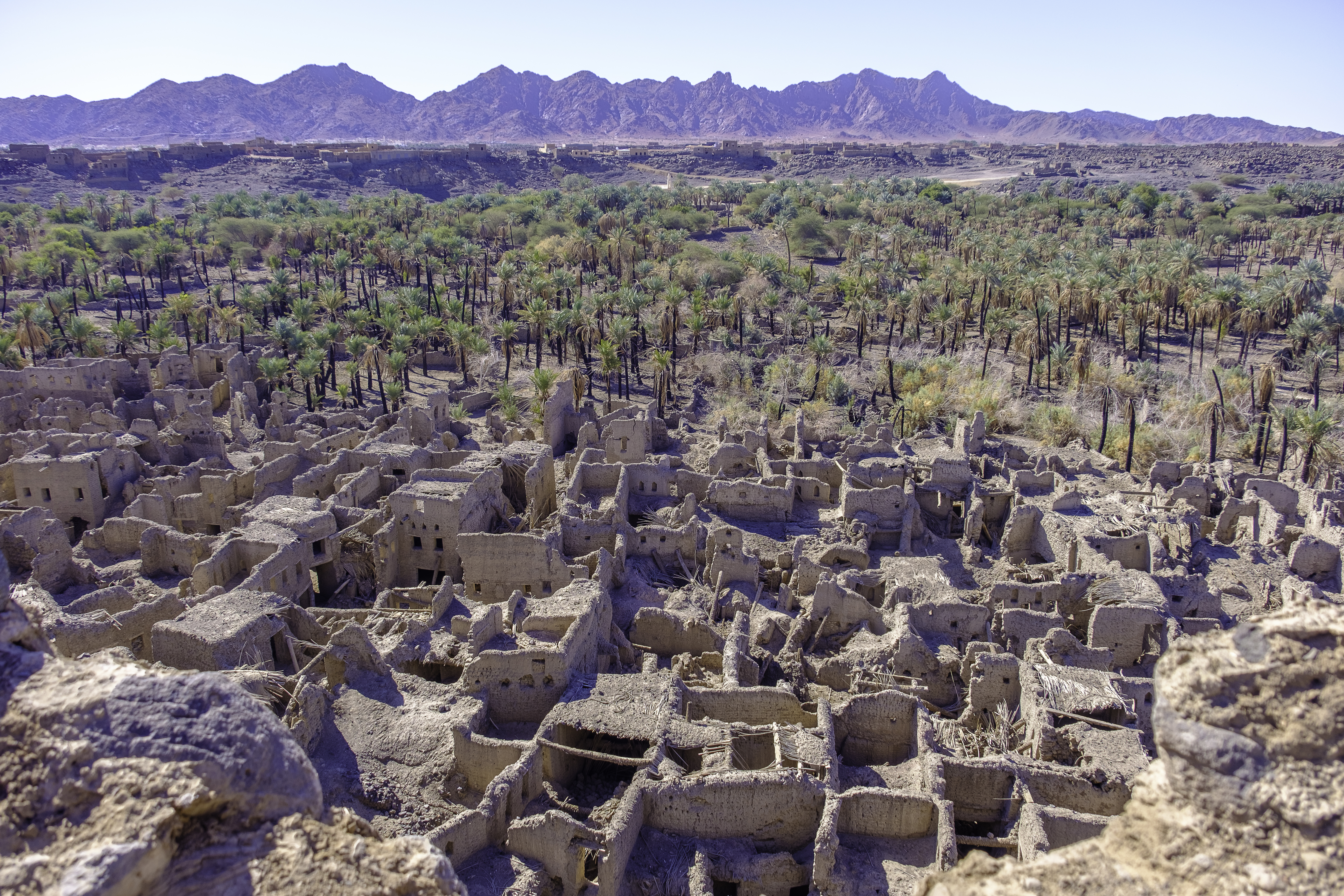
Verlassene Häuser in Chaibar

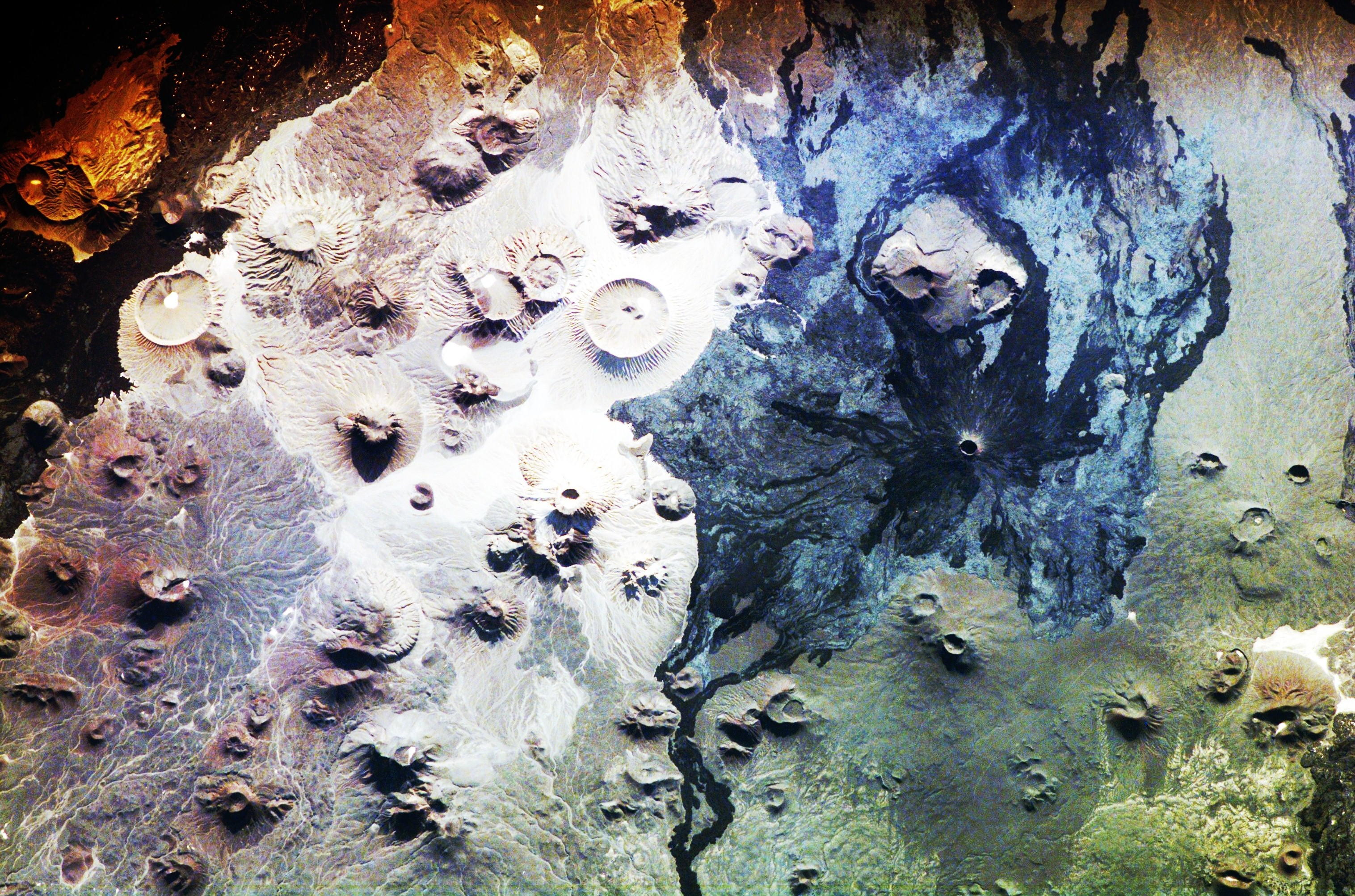
Satellitenbild von der Harrat Chaibar

Chaibar (arabisch خيبر, DMG Ḫaibar) ist ein Oasengebiet im heutigen Saudi-Arabien etwa 150 km nördlich von Medina, das eine wichtige Rolle in der frühen Geschichte des Islam spielte. Es liegt auf einem hochgelegenen Lava-Plateau, der sogenannten Harrat Chaibar, die von einzelnen fruchtbaren Tälern durchzogen ist.
In der Zeit des Propheten Mohammed war die Oase hauptsächlich von Juden besiedelt, die hier Datteln, Wein, Gemüse und Getreide anbauten, Viehzucht betrieben, Textilien herstellten und im Karawanenhandel zwischen Arabien, Syrien und dem Irak tätig waren. In der Oase befanden sich mehrere Festungen, die hisn genannt wurden. Sie waren zum Teil im Besitz der jüdischen Banu Nadir von Medina. Nachdem Mohammed die Banu Nadir im Jahre 625 aus Medina vertrieben hatte, zogen diese in ihre Festungen in Chaibar und rüsteten zum Krieg gegen Mohammed, wobei sie mit den arabischen Stämmen der Nachbarschaft zusammenarbeiteten.
Im Sommer 628 brachte Mohammed bei dem Feldzug nach Chaibar die Oase in seine Gewalt und tötete die Häupter der Banu Nadir. Den jüdischen Bewohnern der Oase erlaubte er, auf ihre Güter zurückzukehren, unter der Bedingung, dass sie fortan die Hälfte ihrer Felderträge nach Medina abführten.
Im Jahre 642 ließ ʿUmar ibn al-Chattāb alle diejenigen Juden, die keinen Vertrag mit Mohammed vorweisen konnten, aus Chaibar vertreiben. Dies wurde damit gerechtfertigt, dass Mohammed kurz vor seinem Tod geäußert habe, dass auf der arabischen Halbinsel zwei Religionen nicht nebeneinander leben könnten. Des Weiteren wurden die Juden von Chaibar verdächtigt, einen Anschlag auf ʿAbdallāh, den Sohn des Kalifen, verübt zu haben. Mohammed habe, so wurde behauptet, nach der Eroberung Chaibars die Bevölkerung gewarnt, dass er sie jederzeit wieder vertreiben könne.
Leone Caetani hat die Authentizität dieser sowie ähnlicher Überlieferungen bezweifelt und die Auffassung vertreten, dass man auf diese Weise Umars Vorgehen zu legitimieren versuchte, da es im Widerspruch zu den Bestimmungen des zwischen dem Propheten und der Bevölkerung Chaibars geschlossenen Vertrags stand. Der eigentliche Grund für die Vertreibung der Juden war nach Caetani, dass man Chaibar benötigte, um hier Sklaven, deren Anzahl durch die Islamische Expansion dramatisch gestiegen war, anzusiedeln.
Die meisten Juden aus Chaibar wanderten in das Gebiet von Jericho in Palästina aus. Von dort aus siedelten sich einzelne Familien im nördlichen Samarien an. Zwei Dokumente aus der Geniza der Ben-Esra-Synagoge in Kairo belegen für das 11. und 12. Jahrhundert die Anwesenheit von Juden aus Chaibar in der Stadt Tiberias. Einige Juden besaßen Ende des 11. Jahrhunderts noch Ländereien und Häuser in Chaibar.

## Belege
1. 1 2 3  Vgl. Braslavi/Bornstein-Markovetsky.
2. ↑  Vgl. William Montgomery Watt: Muhammad at Medina. Oxford University Press, 1962. S. 217 f. sowie Braslavi/Bornstein-Markovetsky.
3. 1 2  Vgl. Veccia Vaglieri 1142a.
4. ↑  Vgl. Ibn Hischām: Kitāb Sīrat Rasūl Allāh S. 779f., ital. Zusammenfassung bei Leone Caetani: Annali dell' Islam. Milano 1911. S. 361.
5. ↑  Vgl. Norman A. Stillman: The Jews of Arab Lands. A History and Source Book. Philadelphia 1979. S. 19 und S. 148.

Koordinaten: 25° 42′ N, 39° 18′ O